# Les Villards-sur-Thônes
Les Villards-sur-Thônes este o comună în departamentul Haute-Savoie din sud-estul Franței. În 2009 avea o populație de 1.003 de locuitori.

## Evoluția populației
| An        | 1975 | 1982 | 1990 | 1999 | 2006 | 2009  |
| --------- | ---- | ---- | ---- | ---- | ---- | ----- |
| Populație | 588  | 671  | 701  | 899  | 978  | 1.003 |